# Mestni muzej Idrija
Mestni muzej Idrija - muzej za Idrijsko in Cerkljansko je javni zavod, ki ima sedež na idrijskem gradu Gewerkenegg. Je eden od upravljalcev tehnične in kulturne dediščine na Idrijskem in Cerkljanskem. 
Na gradu Gewerkenegg ima muzej razstavne prostore, kjer si je možno ogledati stalno razstavo o Idriji, idrijski čipki in rudniku. 
V okviru muzeja delujeta 2 enoti: Oddelek Idrija in Oddelek Cerkno . Direktorica muzeja je Ivana Leskovec.

## Upravljani objekti
- Grad Gewerkenegg

V grajskih prostorih sta na ogled razstavi Pet stoletij rudnika živega srebra in mesta Idrija (o zgodovini mesta in rudnika) in Idrijska čipka, z nitjo pisana zgodovina (o razvoju in sedanji podobi idrijske čipke).
- Partizanska bolnica Franja
- Partizanska tiskarna Slovenija
- jašek Frančiške

V nekdanji vstopni stavbi v jašek Frančiške so razstavljeni rudniški stroji in naprave, povečinoma iz 19. in 20. stoletja. Med njimi ima posebno mesto Kleyeva črpalka, največji ohranjeni parni stroj v Sloveniji in verjetno tudi v Evropi.
- Idrijska kamšt in rudniške lokomotive

Predstavljena je črpalka na vodni pogon - kamšt. V sosednji stavbi pa so na ogled primeri rudniških lokomotiv.
- Rudarska hiša
- Cerkljanski muzej

Urejen v stavbi nekdanje sodnije. Na ogled sta stalni razstavi: Cerkljanska skozi stoletja in PUST JE KRIV! – Pripoved o cerkljanskih laufarjih.
- domačija pisatelja Franceta Bevka

V Zakojci blizu Cerknega je možen ogled rojstne domačije pisatelja Franceta Bevka, ki je predstavljen kot pisatelj, publicist, politični in kulturni delavec.

## Nagrade in priznanja
- Nagrada fundacije Luigi Micheletti (1997)[1]

najboljši evropski muzej industrijske in tehniške dediščine
- Valvasorjevo priznanje (2008) [2]

priznanje za razstavo Idrijska čipka, z nitjo pisana zgodovina